# Lift Me Up (canción de Christina Aguilera)
«Lift Me Up»  (en español: "Me Levantas"), es una balada de la cantante estadounidense Christina Aguilera, de su cuarto álbum de estudio Bionic (2010).
La canción fue escrita y producida por Linda Perry que ya había trabajado con Christina Aguilera en varias ocasiones por ejemplo con memorable éxito «Beautiful»; Aguilera se unió a la noble causa del temblor de Haití y estrenó por primera vez la canción durante la Hope for Haiti Now teletón que se celebró el 22 de enero de 2010, más tarde fue incluido en el álbum de caridad Hope for Haiti Now.
La canción obtuvo críticas mixtas de los críticos musicales, algunos elogiaron la voz de Aguilera y el tema de inspiración, pero otros pensaban que era una balada obligatoria, pero aburrido.
Aunque la canción nunca fue lanzado como sencillo oficial ni como sencillo promocional llegó entrar a las listas de popularidad como Gaon International Chart, UK Singles Top y  Bubbling Under Hot 100 Singles.

## Antecedentes
Mientras trabajaba en su entonces nuevo álbum Bionic, Aguilera reveló que Linda Perry, que había trabajado anteriormente con ella se iba a incluir en el proyecto de este álbum. Perry ha trabajado en una serie de canciones con éxito para Aguilera, como "Hurt", "Keeps Gettin' Better" y "Beautiful". En una entrevista con la revista estadounidense Billboard en octubre de 2008 Aguilera dijo que el álbum sería producido generalmente por Perry. Sin embargo, sólo una canción en el álbum fue producido por Perry, "Lift Me Up".
Al comentar sobre la canción, Christina Aguilera habló de trabajar con Perry, una vez más:

Ella está siempre en mi lista, es sólo un artista y compositor increíble, nos limitamos a hacer magia juntos. Ella y yo colaboré en "Lift Me Up", había escrito la canción, además de haber escrito hace años 'Beautiful', que cuando la escuche por primera vez yo sabía que tengo que interpretar esa canción.

## Composición

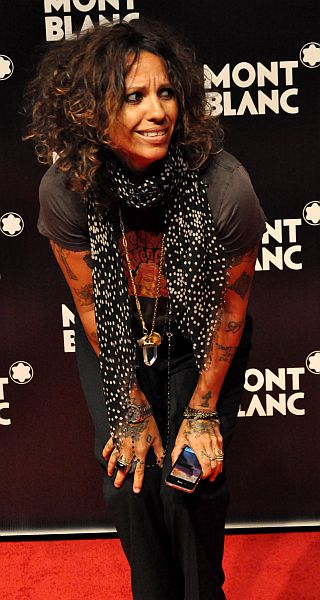
Linda Perry (imagen) escribió la canción, quien ya había trabajado con Aguilera anteriormente con baladas como "Beautiful" y "Hurt".

"Lift Me Up" fue escrita y producida por Linda Perry. La canción es una balada de piano sobre superar las dificultades y volver a levantarse. En el coro, canta: "Cuando usted me ve estrellarme y no hay ningún lugar déjalo caer, ¿ve la vida más alto?". De acuerdo con Aguilera en su comentario "pista por pista", que se describe como "la luz al final del túnel" Aguilera comentó además:
"Es una hermosa canción, pidiendo un poco de ascensor, un poco de ayuda, un poco de ayuda, si usted se siente un poco deprimido o angustiado y yo sabía que se relaciona con una gran cantidad de personas."

## Recepción

### Crítica
Margaret Wappler de Los Ángeles Times escribió que la canción es "como American Idol cantando una balada y una demostración clásica de la gama de la cantante de licitación para gutural". Mesfin Fekadu del Boston Globe escribió que "lo que gana sobre el la pista es con ayuda de Linda Perry". Dan Martin de NME calificó de "útil y obligatorio", mientras que la revista Rolling Stone con el editor Rob Sheffield llamó "inevitable Linda Perry". Bradley Stern de MuuMuse, escribió una crítica positiva, declarando: "La hermosa Linda Perry escribió la balada es la siguiente mejor candidato para seguir clásicos ya establecidos de Aguilera, como "Beautiful" y "Hurt". La página web  Scotsman escribió que la canción es una "débil balada edición estándar de peatones". Alexis Petridis de The Guardian escribió que es una "balada patentada de autoayuda".
Stephen Thomas Erlewine de Allmusic calificó de "inspiradora canción aburrida", Mientras que Allison Stewart del Washington Post llamó "la balada de inspiración obligatoria pero con un golpe de conciencia". Jon Pareles del New York Times comentó que la canción "intenta invocar a la canción 'Imagine', pero se queda corto". Michael Cragg de MusicOMH acordó, escribiendo que "Perry contribuye a una balada típicamente empalagosa y llena de clichés". Omar Kholeif de PopMatters escribió un comentario negativo, declarando: "Es uno de los poco profunda, que inducen el vómito que lamenta apenas lo suficientemente bueno para pasar de una canción ganadora en la final de American Idol, sin duda no es mejor que un Aguilera con su lado retro como "Beautiful" o una lado A como "I Turn to You". Greg Kot del Chicago Tribune preguntó: "¿Pero, en realidad, no necesita otro en todo el mundo una balada como la de Linda Perry que escribió y produjo 'Lift Me Up'?". Jordania Richardson de Blogcritics escribió una crítica agridulce, declarando:
"Perry escribió la balada, la canción se siente como casi todos los demás baladas de Xtina excepto con notas más pequeñas. Su situación es peculiar, también, ya que no funciona realmente como el enfriamiento del número de comidas sexy ("Sex for Breakfast" canción del mismo álbum, Bionic)".

### Comercial
Aguilera se unió a la noble causa del temblor de Haití y estrenó por primera vez la canción durante la Hope for Haiti NowTeletón que se celebró el 22 de enero de 2010, más tarde fue incluido en el álbum de caridad Hope for Haiti Now. Tras el lanzamiento del álbum Hope for Haiti Now, "Lift Me Up" debutó y alcanzó su punto máximo en la lista de sencillos del Reino Unido, en el número 183 en la edición 6 de febrero de 2010. También debutó y alcanzó su punto máximo en los Estados Unidos en la lista Bubbling Under Hot 100 Singles en el número 25. En Corea del Sur, la "versión del álbum" debutó en el número 35 en el Gaon Internacional Descargas en la edición 6 de junio de 2010.

## Presentaciones en vivo
En 2010, Aguilera realizó una actuación reducida de la canción en Hope for Haiti NowTeletón: un beneficio global para el alivio del terremoto. Que se celebró el 22 de enero de 2010. Perry acompañada Aguilera tocando el piano durante la interpretación. También fue incluido en el álbum Hope for Haiti Now. Jayson Rodríguez de MTV News escribió que "El elegante canto de la cantante que cantó "Lift Me Up" con vigor y una vitalidad escalofriante". Lucas Crampton del Huffington Post escribió que "Aguilera tuvo el coraje para debutar una nueva canción original. Supremo baladista, con todo el éxito que ella sigue siendo una cantante y compositora subestimado, entrega impecable, sino como una composición independiente, no dentro de una milla de su glorioso éxito de 2006, "Hurt". Dave Karger de Entertainment Weekly dijo que figuran las 10 mejores números de la noche y "Lift Me Up" fue número 6. Él escribió lo siguiente:

"Siempre hemos sabido Xtina era un talentoso cantante. Pero su rendimiento de la correa-fantástico de su nueva balada "Lift Me Up" (una canción de su próximo álbum, Bionic) se recuerda a Whitney Houston en su mejor momento".

## Listas de popularidad 2010
| País           | Chart (2010)                                  | Posición |
| -------------- | --------------------------------------------- | -------- |
| Corea del Sur  | Gaon International Downloads Chart            | 35       |
| Reino Unido    | UK Singles Chart (Official Charts Company)    | 183      |
| Estados Unidos | US Bubbling Under Hot 100 Singles (Billboard) | 25       |

## Créditos
Ubicaciones de grabación
- Grabación - Kung Fu Gardens, North Hollywood, California.
- Grabación Vocal - The Redlips, Beverly Hills, California.
- Mezcla - Larrabee Studios, Burbank, California.

Personal
- Cantautores - Linda Perry
- Producción - Linda Perry
- Piano, percurssion, bajo, programación, guitarra y teclados - Linda Perry
- Créditos adaptadas de las notas de Bionic, RCA Records.